# Südkaukasische Sprachen

Ungefähre Hauptverbreitungsgebiete der südkaukasischen oder kartwelischen Sprachen

Die südkaukasischen Sprachen, auch als kartwelische Sprachen oder Kartwelsprachen bezeichnet (georgisch ქართველური ენები kartveluri enebi), sind eine Sprachfamilie, die zum Komplex der kaukasischen Sprachen gezählt werden. Die Wissenschaft, die sich mit den südkaukasischen Sprachen befasst, bezeichnet man als Kartwelologie. Über die Bezeichnungen Südkaukasisch und Kartwelisch besteht Uneinigkeit unter Linguisten sowie unter Sprechern insbesondere der lasischen Sprache. Südkaukasisch als neutraler wissenschaftlicher Begriff für die Sprachfamilie scheint hingegen unverfänglicher. 

## Einteilung
Die Gruppe umfasst fünf Einzelsprachen:
- Die georgische Sprache ist mit rund 5 Millionen Sprechern die größte Sprache der Gruppe. Sie ist Amtssprache in Georgien und somit auch die einzige südkaukasische Sprache mit offiziellem Status. Kleinere Sprechergruppen finden sich in der Türkei, im Iran, in Armenien, Aserbaidschan, Russland und der Ukraine.
- Die judäo-georgische Sprache (auch Judengeorgisch, georgisch veraltet auch Qiwruli) wird häufig als eigenständige Sprache angesehen, manchmal aber auch nur als Dialekt des Georgischen. Es ist die Sprache der georgischen Juden und zeichnet sich durch zahlreiche aramäische und hebräische Lehnwörter aus. In Georgien finden sich heute nur noch weniger als 10.000 Sprecher. Die meisten georgischen Juden wanderten in den Jahrzehnten nach dem Ende der Sowjetunion nach Israel aus; dort leben heute noch rund 60.000 Sprecher, weitere Auswanderergruppen zogen in die USA, nach Russland und Westeuropa.
- Die lasische Sprache wird von dem rund 250.000 Menschen zählenden Volk der Lasen gesprochen, das im Südwesten Georgiens und im Nordosten der Türkei an der Schwarzmeerküste siedelt.
- Die mingrelische Sprache ist mit rund 500.000 Sprechern die zweitgrößte Sprache des südkaukasischen Sprachzweigs. Sie wird im Westen Georgiens (Mingrelien) vom Volk der Mingrelier gesprochen.

Lasisch und Mingrelisch sind enger miteinander verwandt, manche fassen sie daher auch als Dialekte der sogenannten sanischen bzw. kolchischen Sprache zusammen, die mit dem antiken Königreich Kolchis in Verbindung gebracht wird.
- Die swanische Sprache wird von rund 40.000 Menschen in einigen Gebirgstälern im Norden Georgiens gesprochen. Von der gemeinkartwelischen Grundsprache spaltete sie sich zuerst ab.

Georgisch und Judäo-Georgisch sind die einzigen Schriftsprachen der Gruppe. Georgisch wird seit dem 3. Jahrhundert in einem eigenen Alphabet, dem Mchedruli, geschrieben. Für Judäo-Georgisch wird das hebräische Alphabet verwendet. Einzig diese beiden Sprachen sind untereinander verständlich. 
Die Mingrelier, Lasen und Swanen in Georgien verstehen sich traditionell und so auch heute als Teil der Georgier und verwenden die georgische Sprache als Schriftsprache. Die Anzahl der Lasen in Georgien beläuft sich auf ungefähr 3000. Der größte Teil der Lasen lebt in der Türkei (250.000) und versteht sich zumeist als Teil der türkischen Nation.

Ethnolinguistische Gruppen im Kaukasus. Südkaukasisch ist auf der Karte unter Georgisch zusammengefasst

Eine Verwandtschaft der kartwelischen Sprachfamilie mit anderen Sprachfamilien konnte bisher nicht nachgewiesen werden – auch nicht mit den anderen im Kaukasus vorkommenden Sprachen. Einige Linguisten vermuten eine Verwandtschaft z. B. mit Nostratisch; auch grammatische und lexikalische Gemeinsamkeiten des Altgeorgischen und des Sumerischen wurden festgestellt.